# خیزش ۲۰۱۱ بحرین
خیزش ۲۰۱۱ بحرین مجموعه‌ای از راهپیمایی‌ها، اعتراضات و نافرمانی‌های مدنی در کشور بحرین است که بخشی از بهار عربی به‌شمار می‌رود.
خواسته‌های اصلی معترضان بحرینی شامل برکناری شیخ خلیفه بن سلمان آل خلیفه نخست‌وزیر و پسرعموی امیر بحرین که از سال ۱۹۷۱ ریاست دولت را در اختیار دارد، آزادی زندانیان سیاسی که البته دولت قول آن را داده‌است و تدوین یک قانون اساسی جدید می‌شود.

## روزشمار اعتراضات
۱۴ فوریه ۲۰۱۱ روز خشم مخالفین حکومت بحرین بود که یک نفر کشته و ۱۴ نفر مجروح شدند. و در روز بعد هم یک نفر از معترضین کشته شدند. شیخ حمد بن عیسی آل خلیفه، امیر بحرین، از حوادث ناگوار و کشته شدن دو نفر از معترضین عذر خواهی کرد.
در ۱۵ مارس هم‌زمان با ورود وزیر دفاع آمریکا رابرت گیتس نیروهای نظامی عربستان و پس از چند روز هم نیروهای اماراتی راهی بحرین شدند و بدنبال آن روز بعد برخورد خشن و خونینی با مردم معترض صورت گرفت که ۱۰ کشته و صدها زخمی بجا گذاشت. دولت بحرین بنای میدان لوءلوء بحرین را تخریب کرد و آن را خاطره بدی برای مردم دانست.
تظاهرات و حرکات اعتراضی مخالفین و متقابلاً سرکوبی به وسیلهٔ حاکمیت بحرین با کمک نیروهای عربستانی و اماراتی به صورت درگیری نظامی، دستگیری، صدور حکم اعدام و اعمال فشارهای جسمی و در مواردی منجر به قتل همچنان ادامه دارد.

## ۱۴ فوریه (روز خشم)
در اعتراضات ۱۴ فوریه حداقل یک نفر کشته و ۱۴ نفر مجروح شدند. پلیس با گاز اشک‌آور و گلوله‌های پلاستیکی سعی در متفرق‌کردن مردم داشت.
حمد بن عیسی آل‌خلیفه، پادشاه بحرین، یک هفته پیش از تظاهرات پیش‌بینی شده مخالفان، با ظاهرشدن در تلویزیون دولتی بحرین، اعلام کرد که به هر خانواده بحرینی، مبلغ ۱۰۰۰ دینار بحرین، برابر با ۲۶۵۰ دلار آمریکا، پول پرداخت خواهد کرد. اکثریت ساکنان بحرین را شیعیان تشکیل می‌دهند، در حالی که خانواده سلطنتی بحرین و اکثریت مقامات دولتی آن کشور سنی‌مذهب هستند.

## ۱۵ فوریه
در این روز اعتراضات ادامه پیدا کرد و معترضان سعی در تصرف میدان مروارید منامه داشتند. پلیس به مراسم تشییع جنازه شخص مقتول در اعتراضات روز گذشته حمله کرده و یک نفر را به قتل رساند. 
- عذرخواهی پادشاه

شیخ حمد بن عیسی آل خلیفه، امیر بحرین، در یک سخنرانی تلویزیونی غیرمنتظره از کشته شدن دو نفر از معترضان عذرخواهی کرده و کمیته‌ای را برای رسیدگی به این موضوع تشکیل داده‌است. وی همچنین اعلام کرد اعتراضات مسالمت‌آمیز قانونی است.
معترضان بحرینی برای سومین روز به اعتراضات خود ادامه داده و میدان مروارید منامه را به اشغال خود درآوردند. پلیس در اعتراضات امروز دخالت نکرده و اجازهٔ برگزاری راهپیمایی را داد.
«الوفاق» مهم‌ترین گروه اپوزیسیون شیعه نیز در اعتراض به کشته شدن دو نفر در اعتراضات اخیر حضور خود در پارلمان را به حالت تعلیق درآورد.

## ۱۵ مارس
در ۱۵ مارس هم‌زمان با ورود وزیر دفاع آمریکا رابرت گیتس عربستان هزار نفر نیروی نظامی و امارات پانصد نفر را برای سرکوب مخالفین حکومت بحرین به بحرین اعزام کردند.

## ۱۶ مارس
نیروهای عربستان سعودی از بامداد ۱۶ مارس با شلیک گاز اشک‌آور حملات خود را به تظاهرات کنندگان بحرینی در میدان اللؤلؤ آغاز کرده و آن‌ها را با گلوله‌های جنگی هدف قرار دادند. نیروهای عربستان سعودی و بحرینی میدان اللؤلؤ را با تانک‌ها و خودروهای نظامی محاصره کردند.
در این درگیری‌ها در شهر «ستره» در شرق بحرین دست کم چهار نفر کشته و صدها نفر مجروح شدند.
نیروهای عربستان سعودی و بحرینی از بامداد ۱۶ مارس با محاصره بیمارستان سلمانیه در منامه، از ورود مجروحان به این بیمارستان جلوگیری کردند.دو پلیس بحرینی نیز کشته شدند.
نیروهای امنیتی بحرین با آوردن تانک و بالگرد به صحنهٔ درگیری‌های خیابانی تلاش کردند تا تظاهرکنندگان مخالف دولت را متفرق کنند که بر اثر برخورد خشن پلیس بحرین با تظاهرات معترضان ۶ نفر در منامه کشته شدند. هیلاری کلینتون، وزیر امور خارجه آمریکا، از «خشونت دولت علیه معترضان» در بحرین انتقاد کرد و گفت: «کشوهایی که به بحرین نیرو اعزام کرده‌اند، در مسیر اشتباهی گام گذاشته‌اند».

## تلفات

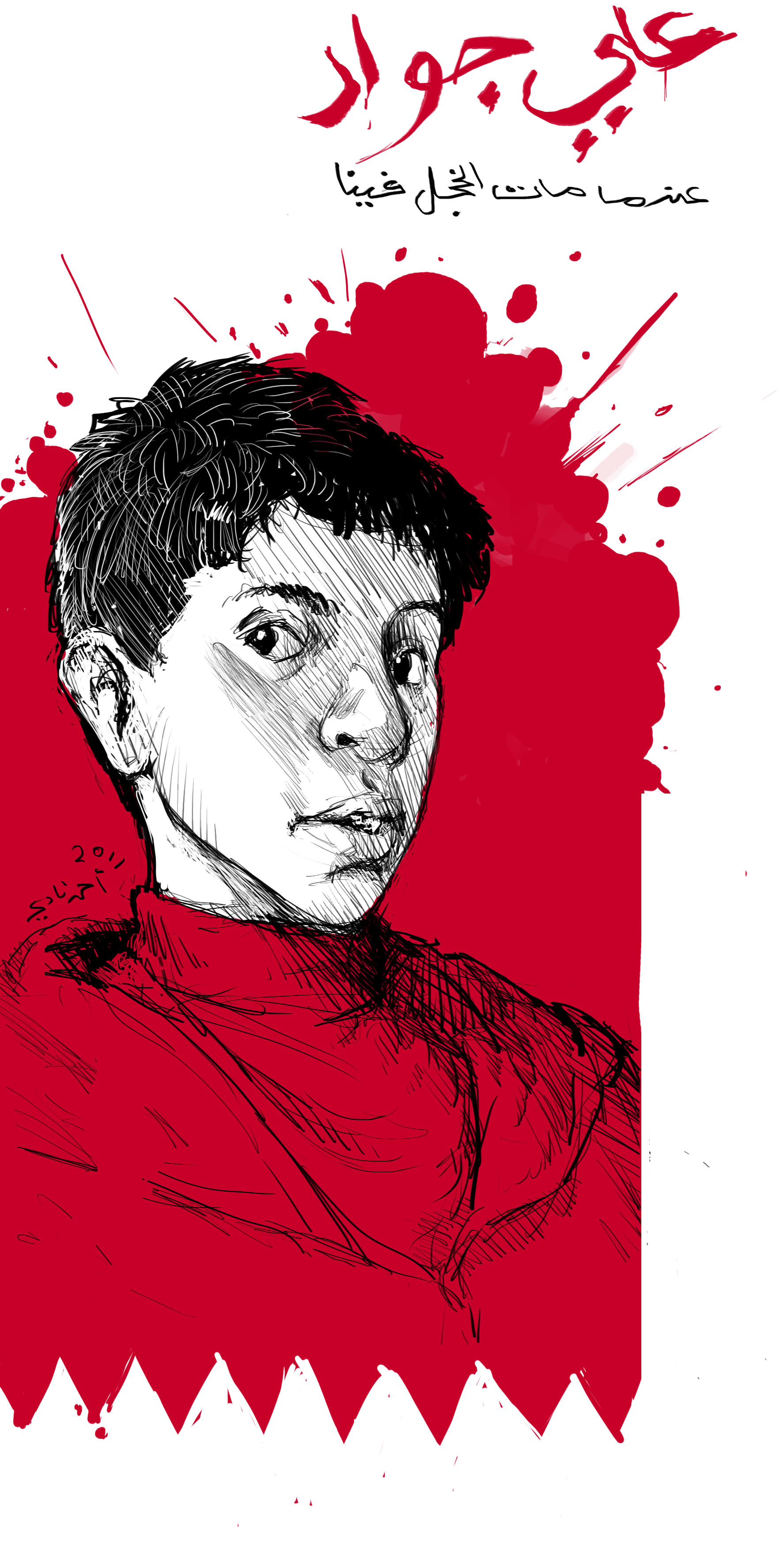
تصویر کارتونی از علی جواد الشیخ از کشته‌شدگان

می‌توان تلفات را به سه بخش تقسیم کرد کسانی که مستقیماً مورد تهاجم قرار گرفتند و همان جا کشته شدند و گروه دوم کسانی که بعد از انتقال به بیمارستان بر اثر جراحت جان خود را از دست دادند. گروه سوم کسانی که دستگیر شدند و بعد از مدتی جنازه آن‌ها تحویل داده شد.
| شماره | نام                          | سن | تاریخ مرگ                                                          | مکان                       |
| ----- | ---------------------------- | -- | ------------------------------------------------------------------ | -------------------------- |
| ۱     | علی عبد الهادی مشیمع         | ۲۱ | ۱۴٫۲.۲۰۱۱                                                          | الدیه                      |
| ۲     | فاضل سلمان المتروک           | ۳۱ | ۱۵٫۲.۲۰۱۱                                                          | ماحوز                      |
| ۳     | محمود أحمد مکی               | ۲۳ | ۱۷٫۲.۲۰۱۱                                                          | ستره                       |
| ۴     | علی منصور خضیر               | ۵۳ | ۱۷٫۲.۲۰۱۱                                                          | ستره                       |
| ۵     | عیسی عبد الحسن               | ۶۰ | ۱۷٫۲.۲۰۱۱                                                          | کرزکان                     |
| ۶     | علی أحمد عبد الله المؤمن     | ۲۳ | ۱۷٫۲.۲۰۱۱                                                          | ستره                       |
| ۷     | عبد الرضا محمد بوحمید        | ۳۲ | ۲۱٫۲.۲۰۱۱                                                          | مالکیه                     |
| ۸     | أحمد فرحان آل فرحان          | ۳۰ | ۱۵٫۳.۲۰۱۱                                                          | ستره                       |
| ۹     | أحمد عبدالله حسن             | ۲۲ | ۱۶٫۳.۲۰۱۱                                                          | مدینة حمد                  |
| ۱۰    | جعفر محمد عبدعلی             | ۴۱ | ۱۶٫۳.۲۰۱۱                                                          | کرانه                      |
| ۱۱    | جعفر عبدالله معیوف           | ۳۰ | ۱۶٫۳.۲۰۱۱                                                          | عالی                       |
| ۱۲    | عیسی رضی آل رضی              | ۴۷ | در تاریخ ۱۶٫۳.۲۰۱۱ ناپدید شد و در تاریخ ۱۹٫۳.۲۰۱۱ خبر مرگش داده شد | ستره                       |
| ۱۳    | عبد الرسول حسن الحجیری       | ۳۸ | ۲۰٫۳.۲۰۱۱                                                          | بوری                       |
| ۱۴    | بهیة العرادی                 | ۵۱ | ۲۱٫۳.۲۰۱۱                                                          | منامه                      |
| ۱۵    | هانی عبد العزیز عبدالله جمعة | ۳۲ | در تاریخ ۱۹٫۳.۲۰۱۱ مورد شلیک گلوله قرار گرفت و ۲۴٫۳.۲۰۱۱ فوت کرد   | شهر قدیم                   |
| ۱۶    | عیسی محمد علی عبدالله        | ۷۱ | در تاریخ ۲۶٫۳.۲۰۱۱ ۲۰۱۱ بر اثر القای گاز اشک‌آور در خانه‌اش خفه شد   | المعامیر                   |
| ۱۷    | سید أحمد سید سعید            | ۱۵ | ۳۱٫۳.۲۰۱۱                                                          | سار                        |
| ۱۸    | حسن جاسم مکی                 | ۳۹ | در تاریخ ۲۸٫۳.۲۰۱۱ دستگیر شد و در تاریخ ۳٫۴.۲۰۱۱ خبر مرگش داده شد  | کرزکان                     |
| ۱۹    | سید حمید محفوظ               | ۵۷ | در تاریخ ۶/۴/۲۰۱۱ ناپدید شد وجنازه‌اش در ۵:۳۰ صبح ۶/۴/۲۰۱۱ پیدا شد  | سار                        |
| ۲۰    | علی عیسی صقر                 | ۳۱ | ۹/۴/۲۰۱۱                                                           | السهلة الشمالیة (در زندان) |
| ۲۱    | زکریا راشد العشیری           | ۴۰ | ۹/۴/۲۰۱۱                                                           | الدیر (در زندان)           |
| ۲۲    | کریم فخراوی                  | ۴۹ | ۱۲/۴/۲۰۱۱                                                          | السهلة (در زندان)          |

این لیست کامل نیست.

### کشته‌ها و بازداشت‌های مهم
کریم فخراوی (به عربی: الفخراوی) یکی از شیعیان و از عناصر فرهنگی در بحرین که پس از دستگیری مأموران بحرینی و سعودی کشته شد.
خانواده وی در اصل از بردستان شهرستان دیر از استان بوشهر بودند، چندین نسل است که در بحرین زندگی می‌کنند. خود وی دیدگاه‌های انقلابی داشت و مورد شناخت شیعیان بحرین بود. فعالیت‌های وی در عرصه فرهنگ تشیع بود و به کار نشر آثار شیعه می‌پرداخت و انتشارات بزرگی به نام انتشارات فخراوی (به عربی: مکتبة الفخراوی) داشت و به توزیع آن‌ها میان مردمان بحرین و سایر شیعیان در عربستان و امارات و غیره می‌پرداخت.
وی پس از ۹ روز دستگیری توسط مأموران بحرینی بر اثر شکنجه جان باخت و روز چهارشنبه ۲۳ فروردین ماه ۱۳۹۰ خورشیدی تشییع شد.
فعالیت‌ها:
- چاپ ترجمه کتابهایی از زبان فارسی از روحانیان ایرانی از جمله مرتضی مطهری به عربی در بحرین و اننتشار در بحرین و لبنان.
- تقویت کتابخانه‌های مساجد و حسینیه‌ها و مدارس بحرین و اهدای فراوان کتاب به مراکز مذکور.
- دعوت از مبلغان ایرانی برای رفتن به بحرین جهت اداره مجالس سوگواری در ایام عزا.

اسماء درویش یکی از فعالان سیاسی دختر در اعتراضات سراسری بحرین است که از سوی مأموران امنیتی بحرین بازداشت شد. شبکه تلویزیونی سی ان ان اعلام کرد که اسماءدرویش زن بیست ساله بحرینی که در اعتراض به رژیم آل‌خلیفه به مدت ده روز در اعتصاب غذا به سر می‌برد. اسماء به خبرگزاری سی ان ان گفت: 
 هیچ چیز نمی‌تواند مرا متوقف کند.به الحمدالله تمام کارهای روزمره‌ام را انجام داده‌ام، اما امروز مرا از دانشگاه اخراج کردند.در فهرستی که من مشاهده کردم، چهارده دانشجو نامش در فهرست اخراج از دانشگاه گنجانده شده بود.
اسماءدرویش پس از آزادی  از زندان در توییتر نوشت: من تا زمان مرگم از حقوق بشر در بحرین دفاع خواهم کرد.